# Битка код Катасиртаија
Битка код Катасиртаија (буг. Битка при Катасирти) вођена је у јесен 917. године између војске Византијског царства под Лавом Фоком Старијим са једне и војске Првог бугарског царства под Симеоном са друге стране. Део је Византијско-бугарских ратова, а завршена је бугарском победом.

## Битка
Пораз Византије у бици код Бугарофигона натерао ју је на плаћање данка Бугарима. Византијски цар Александар 912. године одбија плаћање данка због чега се сукоби обнављају. Византинци 20. августа 917. године доживљавају одлучан пораз код Анхијала након чега бугарске трупе настављају са маршем ка Цариграду. Византијски војсковођа Лав Фока успева да се спасе и морем стиже у Цариград где окупља последње византијске трупе којима организује одбрану од Бугара. Две војске се састају код села Катасиртаи. Византинци су поново одлучно поражени. Побуна Срба на Балкану спречила је Симеона да освоји Цариград.